# Jarrad Drizners
Jarrad Drizners (Adelaide, 31 maggio 1999) è un ciclista su strada e pistard australiano che corre per il team Lotto. È attivo in formazioni UCI dal 2020.

## Palmarès

### Strada
- 2020 (Hagens Berman Axeon)

Campionati australiani, Prova in linea Under-23

#### Altri successi
- 2022 (Lotto Soudal)

Classifica scalatori Giro di Polonia

## Piazzamenti

### Grandi Giri
- Tour de France

2024: 139º
2025: 129º
- Vuelta a España

2022: non partito (10ª tappa)
2023: 145°

### Classiche monumento
- Milano-Sanremo

2023: 110º
2024: ritirato
2025: 149º
- Liegi-Bastogne-Liegi

2024: ritirato
2025: ritirato

### Competizioni mondiali
- Campionati del mondo

Fiandre 2021 - In linea Under-23: 23º